# Uri Gavriel
Uri Gavriel est un acteur israélien né le 3 avril 1955.

## Filmographie partielle
- 1984 ; Edut Me'Ones Raphaël Rebibo
- 1993 : American Cyborg: Steel Warrior de Boaz Davidson
- 2004 : Avanim de Raphaël Nadjari
- 2005 : What a Wonderful Place (Eize Makom Nifla) d'Eyal Halfon
- 2007 : La Visite de la fanfare d'Eran Kolirin
- 2007 : Le Royaume de Peter Berg
- 2011 : HaFantazia HaGdola shel Simiko HaKatan d'Arik Lubetzki
- 2012 : The Dark Knight Rises de Christopher Nolan
- 2012 : Balada le'aviv ha'bohe de Benny Toraty
- 2012 : L'Attentat de Ziad Doueiri
- 2013 : Ana Arabia d'Amos Gitaï
- 2016 : Une semaine et un jour (Shavua ve Yom) d'Asaph Polonsky
- 2018 : Marie Madeleine (Mary Magdalene) de Garth Davis : Philippe
- 2023 : Second Tour d'Albert Dupontel